# 和泉市立光明台中学校
和泉市立光明台中学校（いずみしりつ こうみょうだい ちゅうがっこう）は、大阪府和泉市にある公立中学校。

## 概要
泉北ニュータウン光明池地区の南に隣接する住宅地「光明台」北西に隣接する「室堂町」の新設校。さらに南に隣接する「みずき台」が新たに校区に加わった。
和泉市立の中学校には、校区に旧村と新興住宅地双方を含むケースが多いが、当校の校区は、ごく一部に調整区域があるもののほぼ完全に新興住宅地のみとなっている。
略称は主に「光中（こうちゅう）」だが、外部では「こおちゅう（こおみょう）」も用いられる。

## 沿革
- 1978年4月1日 - 和泉市立光明台中学校として、現在地に開校。
- 1981年11月16日 - 体育館落成
- 1983年7月23日 - プール落成

## 通学区域
- 和泉市立光明台南小学校、和泉市立光明台北小学校の通学区域。

## 交通
- 南海泉北線 光明池駅から2.9km。
- 南海バス光明台1丁目バス停から350m。
- 和泉市コミュニティバスめぐ～る光明台中学校前バス停からすぐ。

## 出身者
- 森富美 - 日本テレビアナウンサー
- 西加奈子-作家[1]